# Campeonato Mundial de Ciclismo BMX de 2004
El IX Campeonato Mundial de Ciclismo BMX se celebró en Valkenswaard (Países Bajos) entre el 24 y el 25 de julio de 2004 bajo la organización de la Unión Ciclista Internacional (UCI) y la Federación Neerlandesa de Ciclismo.

## Resultados

### Masculino
| Evento  | Oro                               | Plata                           | Bronce                       |
| ------- | --------------------------------- | ------------------------------- | ---------------------------- |
| Carrera | Warwick Stevenson Australia       | Cristian Becerine Argentina     | Burlin Harris Estados Unidos |
| Cruiser | Randy Stumpfhauser Estados Unidos | Jason Richardson Estados Unidos | Cristian Becerine Argentina  |

### Femenino
| Evento  | Oro                           | Plata                    | Bronce                    |
| ------- | ----------------------------- | ------------------------ | ------------------------- |
| Carrera | María Gabriela Díaz Argentina | Cyrielle Convert Francia | Alice Jung Estados Unidos |

## Medallero
| Núm. | País           | Oro | Plata | Bronce | Total |
| ---- | -------------- | --- | ----- | ------ | ----- |
| 1    | Estados Unidos | 1   | 1     | 2      | 4     |
| 2    | Argentina      | 1   | 1     | 1      | 3     |
| 3    | Australia      | 1   | 0     | 0      | 1     |
| 4    | Francia        | 0   | 1     | 0      | 1     |
|      | TOTAL          | 3   | 3     | 3      | 9     |